# Reshad de Gerus
Reshad de Gerus (Sainte-Marie, Francia; 1 de julio de 2003) es un piloto de automovilismo francés. Compite en la European Le Mans Series desde 2022.

## Carrera deportiva

### Inicios
De Gerus inicio su carrera en el karting en 2010 en la Coupe de France en la categoría Mini Kart, en 2017, su último año en el karting, logró un segundo lugar en el IAME Finale Nationale en la categoría X30 Júnior.

### Fórmula 4

#### 2018
De Gerus participó en el Campeonato Francés de F4 de 2018 a 2019. En su temporada de debut, participó en la categoría Júnior y terminó segundo detrás de Théo Pourchaire con cuatro victorias y 16 podios. 

#### 2019

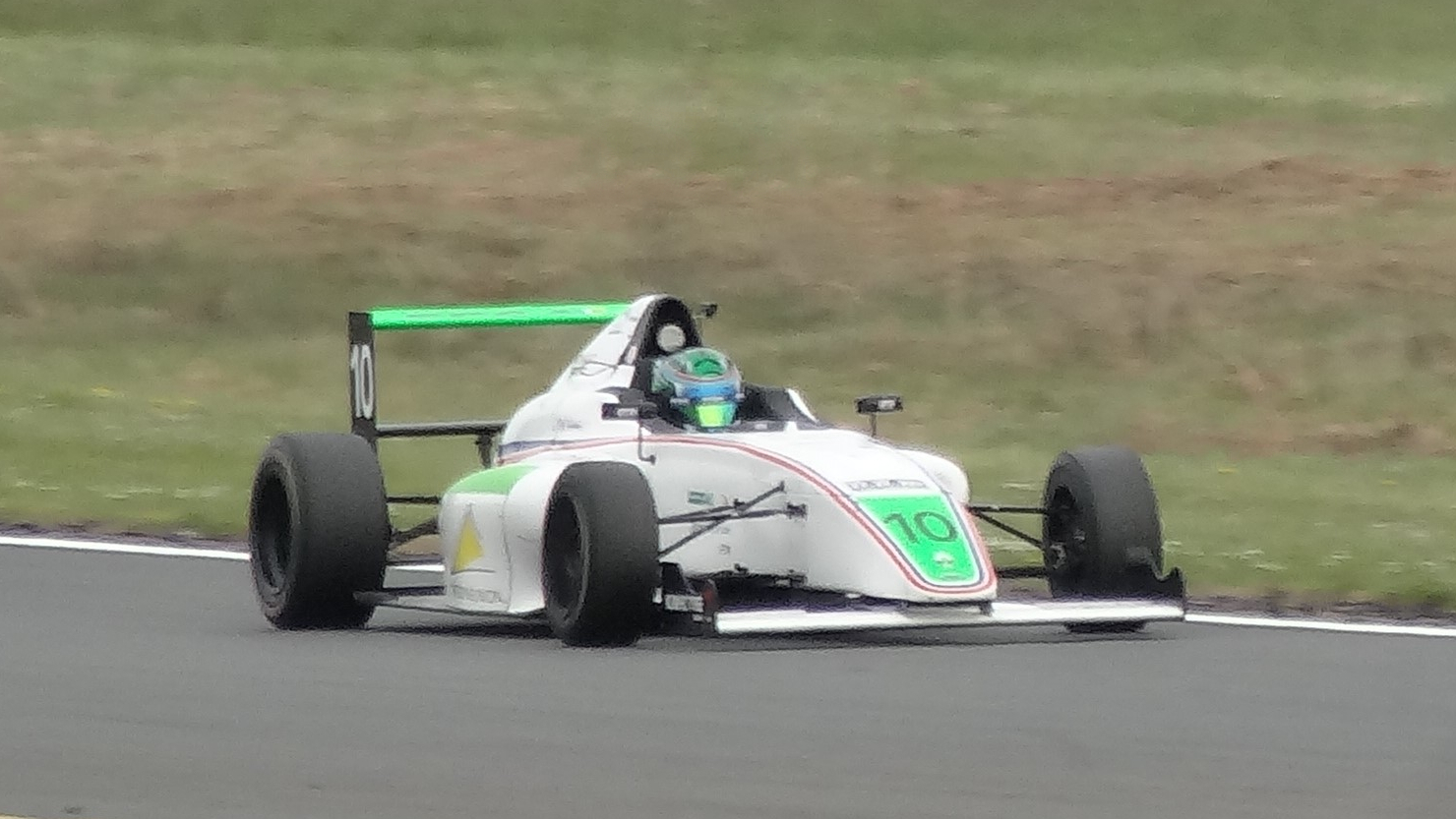
De Gerus en el Circuito Paul Armagnac, 2019.

En 2019, De Gerus disputó el campeonato francés por completo, donde cuatro victorias, incluida una en el Circuito de Pau, lo que le ayudaron a situarse segundo en la clasificación.
Ese mismo año, De Gerus representó al equipo de Francia y a la FFSA en los Motorsport Games de la FIA en la categoría Fórmula 4, donde se lleva a cabo una competencia de estilo olímpico con diferentes categorías de carreras. Después de la calificación, De Gerus estaba en noveno lugar, a poco más de 2 segundos del líder. Para la carrera de clasificación, retrocedió un lugar, lo que significa que el equipo de Francia comenzaría décimo detrás del equipo de Rusia. La carrera en sí vio a De Gerus terminar quinto, 6,7 segundos detrás del primer lugar Andrea Rosso, el cual pertenecía al equipo de Italia.

### Eurocopa de Fórmula Renault
En enero de 2020 se anunció que De Gerus competiría en la Eurocopa de Fórmula Renault para el equipo británico Arden Motorsport junto a Alex Quinn y Ugo de Wilde. Si bien sus compañeros de equipo terminaron entre los diez primeros en la clasificación, de Gerus tendría una campaña más difícil, con solo tres puntos finalizando en el puesto 17 en el campeonato.

### Fórmula 3
De Gerus se graduó en el Campeonato de Fórmula 3 de la FIA de 2021, compitiendo junto a Logan Sargeant y Enzo Fittipaldi en Charouz Racing System. Dejó el equipo después de 12 carreras, habiendo obtenido un mejor resultado de 13 en Barcelona.

### Deportivos

De Gerus en las 24 Horas de Le Mans de 2022.

En febrero de 2022, se anunció que De Gerus se unió al equipo Duqueine para la campaña de la European Le Mans Series, compitiendo para el equipo francés junto a Richard Bradley y Memo Rojas. Después de tres rondas, donde el equipo obtuvo un mejor resultado de sexto en Imola, de Gerus abandonó la serie.
Ese mismo año, el francés también hizo su debut en las 24 Horas de Le Mans, convirtiéndose así en el primer piloto de Francia de ultramar en competir en el evento.
De Gerus regresó a la European Le Mans Series en 2023, formando pareja con José María López y Vladislav Lomko en Cool Racing. Lograron un podio en Spa-Francorchamps.
De Gerus cambió nuevamente de equipo para 2024, uniéndose a IDEC.

## Resumen de carrera
| Temporada | Categoría                              | Equipo                | Carreras | Victorias | Poles | VR | Podios | Puntos | Pos. |
| --------- | -------------------------------------- | --------------------- | -------- | --------- | ----- | -- | ------ | ------ | ---- |
| 2018      | Campeonato Francés de F4 - Júnior      | FFSA Academy          | 21       | 4         | ?     | ?  | 16     | 299    | 2.º  |
| 2019      | Campeonato Francés de F4               | FFSA Academy          | 21       | 4         | 2     | 3  | 11     | 233.5  | 2.º  |
| 2019      | Motorsport Games de la FIA - Fórmula 4 | Team France           | 1        | 0         | 0     | 0  | 0      | N/A    | 5.º  |
| 2020      | Eurocopa de Fórmula Renault            | Arden Motorsport      | 20       | 0         | 0     | 0  | 0      | 8      | 17.º |
| 2021      | Campeonato de Fórmula 3 de la FIA      | Charouz Racing System | 12       | 0         | 0     | 1  | 0      | 0      | 28.º |
| 2021      | Eurofórmula Open                       | Team Motopark         | 6        | 0         | 0     | 0  | 0      | 30     | 16.º |
| 2022      | European Le Mans Series - LMP2         | Duqueine Team         | 3        | 0         | 0     | 0  | 0      | 8      | 18.º |
| 2022      | 24 Horas de Le Mans - LMP2             | Duqueine Team         |          |           |       |    |        |        | 25.º |
| 2023      | European Le Mans Series - LMP2         | Cool Racing           | 6        | 0         | 1     | 0  | 1      | 69     | 6.º  |
| 2023      | 24 Horas de Le Mans - LMP2             | Cool Racing           |          |           |       |    |        |        | DNF  |
| 2024      | European Le Mans Series - LMP2         | IDEC Sport            | 6        | 0         | 1     | 0  | 1      | 50     | 6.º  |
| 2024      | 24 Horas de Le Mans - LMP2             | IDEC Sport            |          |           |       |    |        |        | 3.º  |
| Fuente:   |                                        |                       |          |           |       |    |        |        |      |

## Resultados

### Motorsport Games de la FIA
(Clave) (negrita indica pole position) (cursiva indica vuelta rápida puntuable)

| Año  | Escudería   | Clase     | Q   | QR   | Pos. |
| ---- | ----------- | --------- | --- | ---- | ---- |
| 2019 | Team France | Fórmula 4 | 9.º | 10.º | 5.º  |

### Eurocopa de Fórmula Renault
(Clave) (negrita indica pole position) (cursiva indica vuelta rápida puntuable)

| Año  | Escudería        | 1   | 1   | 2   | 2   | 3   | 3   | 4   | 4   | 5   | 5   | 6   | 6   | 7   | 7   | 8   | 8   | 9   | 9   | 10  | 10  | Pos. | Puntos |
| ---- | ---------------- | --- | --- | --- | --- | --- | --- | --- | --- | --- | --- | --- | --- | --- | --- | --- | --- | --- | --- | --- | --- | ---- | ------ |
| 2020 | Arden Motorsport | MNZ | MNZ | SIL | SIL | MON | MON | LEC | LEC | SPA | SPA | NÜR | NÜR | BUD | BUD | BAR | BAR | HOC | HOC | YMC | YMC | 17.º | 8      |
| 2020 | Arden Motorsport | 14  | 13  | 15  | 15  | 15  | Ret | 12  | Ret | 15  | 14  | 17  | 11  | 14  | 15  | 7   | 12  | 15  | 10  | 12  | Ret | 17.º | 8      |

### Campeonato de Fórmula 3 de la FIA
(Clave) (negrita indica pole position) (cursiva indica vuelta rápida puntuable)

| Año  | Escudería             | 1   | 1   | 1   | 2   | 2   | 2   | 3   | 3   | 3   | 4   | 4   | 4   | 5   | 5   | 5   | 6   | 6   | 6   | 7   | 7   | 7   | Pos. | Puntos | Ref.   |
| ---- | --------------------- | --- | --- | --- | --- | --- | --- | --- | --- | --- | --- | --- | --- | --- | --- | --- | --- | --- | --- | --- | --- | --- | ---- | ------ | ------ |
| 2021 | Charouz Racing System | BAR | BAR | BAR | LEC | LEC | LEC | SPI | SPI | SPI | BUD | BUD | BUD | SPA | SPA | SPA | ZAN | ZAN | ZAN | SOC | SOC | SOC | 28.º | 0      | [ 15 ] |
| 2021 | Charouz Racing System | 20  | 13  | 23  | 19  | 25  | 21  | 20  | 23  | 17  | 24  | 18  | 20  |     |     |     |     |     |     |     |     |     | 28.º | 0      | [ 15 ] |

### European Le Mans Series
(Clave) (negrita indica pole position) (cursiva indica vuelta rápida puntuable)

| Año     | Escudería     | Clase | Automóvil | Motor                 | 1      | 2     | 3       | 4     | 5     | 6     | Pos. | Puntos |
| ------- | ------------- | ----- | --------- | --------------------- | ------ | ----- | ------- | ----- | ----- | ----- | ---- | ------ |
| 2022    | Duqueine Team | LMP2  | Oreca 07  | Gibson GK428 4.2 L V8 | LEC 12 | IMO 6 | MNZ Ret | BAR   | SPA   | ALG   | 18.º | 8      |
| 2023    | Cool Racing   | LMP2  | Oreca 07  | Gibson GK428 4.2 L V8 | BAR 4  | LEC 4 | ARA 5   | SPA 3 | ALG 4 | ALG 7 | 6.º  | 69     |
| 2024    | IDEC Sport    | LMP2  | Oreca 07  | Gibson GK428 4.2 L V8 | CAT 4  | LEC 4 | IMO 4   | SPA 3 | MUG   | ALG   | 3.º* | 50*    |
| Fuente: |               |       |           |                       |        |       |         |       |       |       |      |        |

- * Temporada en progreso.

### 24 Horas de Le Mans
(Clave) (negrita indica pole position) (cursiva indica vuelta rápida puntuable)

| Año     | Equipo        | Copilotos                      | Automóvil       | Clase | Vueltas | Pos. | Pos. Clase |
| ------- | ------------- | ------------------------------ | --------------- | ----- | ------- | ---- | ---------- |
| 2022    | Duqueine Team | Richard Bradley Memo Rojas     | Oreca 07-Gibson | LMP2  | 326     | 52.º | 25.º       |
| 2023    | Cool Racing   | Vladislav Lomko Simon Pagenaud | Oreca 07-Gibson | LMP2  | 158     | DNF  | DNF        |
| 2024    | IDEC Sport    | Paul Lefargue Job van Uitert   | Oreca 07-Gibson | LMP2  | 297     | 17.º | 3.º        |
| Fuente: |               |                                |                 |       |         |      |            |